# Parodia scopa
Parodia scopa es una especie de cactus, endémica de Argentina, Brasil, Uruguay.

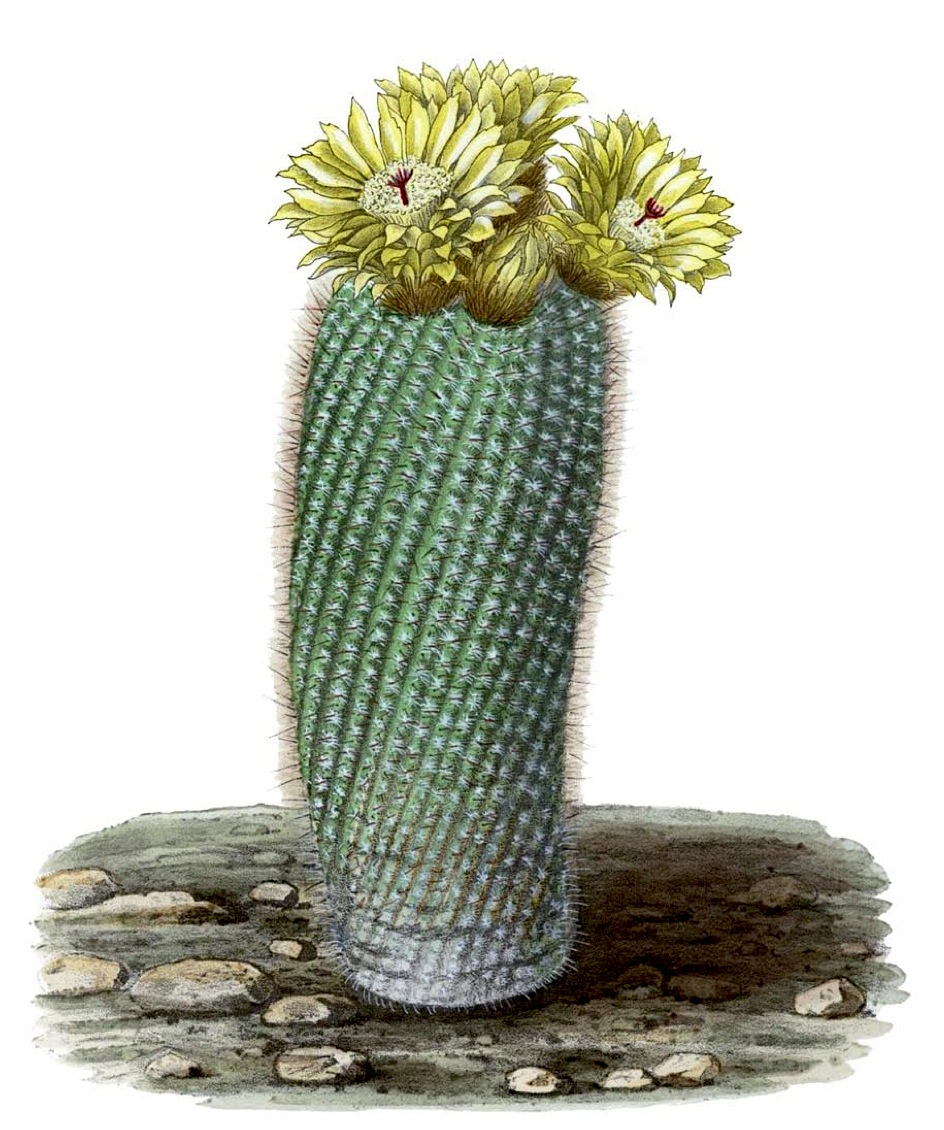
Ilustración

## Descripción
Presenta tallo columnar, corto, alcanza 3 dm de altura (raramente 5 dm) y 1 dm de diámetro, solitario pero puede producir macollos con la edad; con 30-35 costillas, y 3-4 espinas centrales rojizas y 40 espinas radiales blancas plateadas que cubren casi por completo el tallo. Flores de 4 cm; amarillentas claras y estigma rojizo. 

## Taxonomía

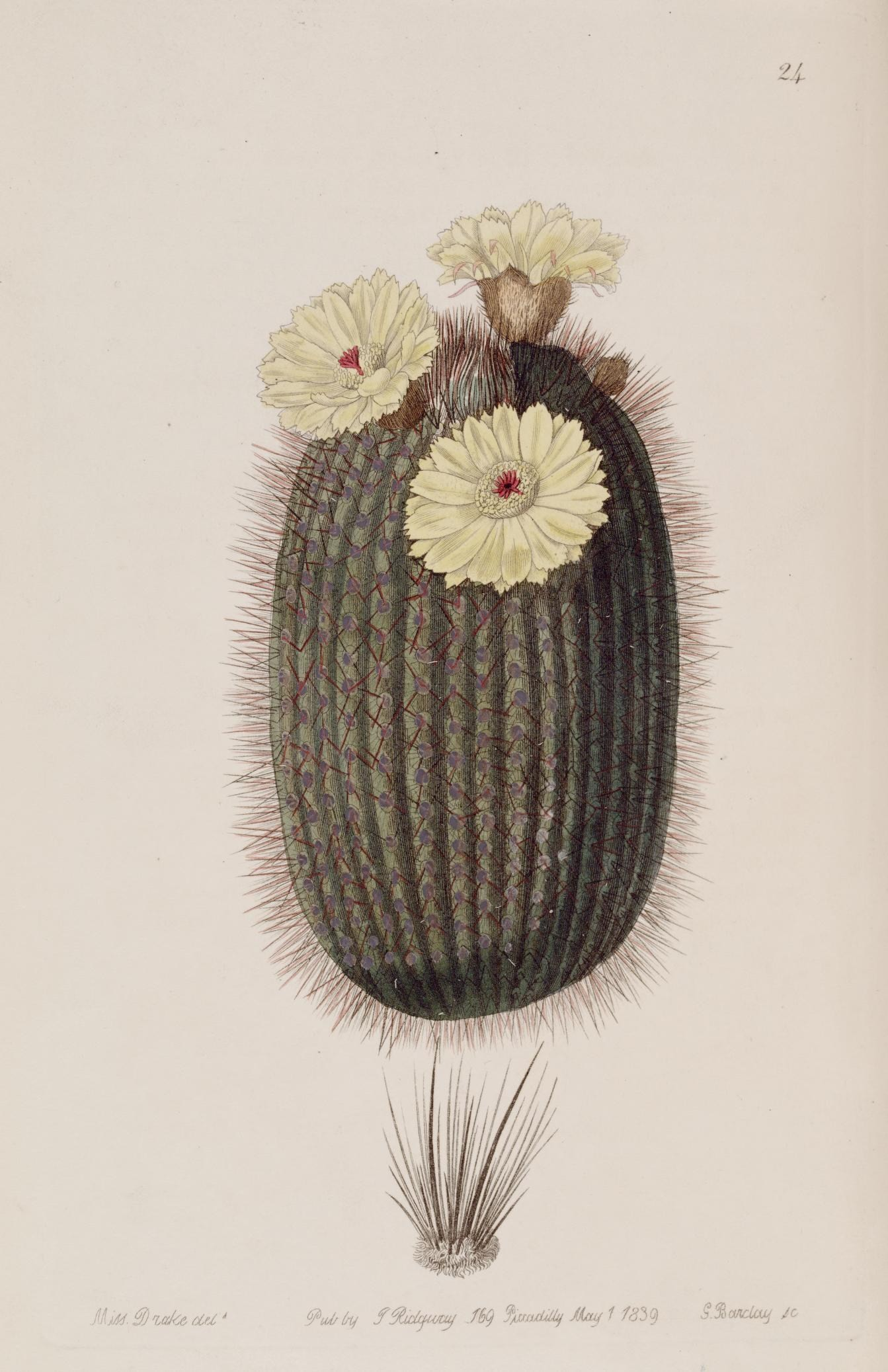
Ilustración

Parodia scopa fue descrita por (Spreng.) N.P.Taylor y publicado en Bradleya; Yearbook of the British Cactus and Succulent Society 5: 93. 1987.
Etimología
Parodia: nombre genérico que fue asignado en honor a Lorenzo Raimundo Parodi (1895–1966), botánico argentino.
scopa: epíteto latino que significa "ramita delgada como escoba" Se refiere a las espinas de las areolas.
Sinonimia
- Cactus scopa Spreng. 1825
- Notocactus scopa A.Berger 1930
- Malacocarpus scopa
- Notocactus succineus
- Parodia succinea
- Notocactus neobuenekeri
- Notocactus soldtianus[5][6]